# Stasiziekenhuis
Stasiziekenhuis (Haftkrankenhaus des Ministeriums für Staatssicherheit (MfS)) was een ziekenhuis binnen het gevangeniscomplex Berlin-Hohenschönhausen (Untersuchungshaftanstalt des MfS).
Tussen mei 1959 en december 1989 werden hier in totaal 2694 gevangenen uit de hele DDR behandeld, 377 mensen zelfs meerdere keren. Mensen die in hun uiterste wanhoop hadden geprobeerd om over de grens naar het Westen te vluchten, maar daarbij gewond raakten, werden in dit ziekenhuis behandeld. Andere type patiënten waren hongerstakers of gevangenen die een psychose of hartaanval hadden gekregen tijdens of na een verhoor. Het ziekenhuis was geheim en de gevangen patiënten werden geïsoleerd verpleegd. Soms werd bij patiëntoverdracht van gevangenis naar ziekenhuis 50 kilometer omgereden, om aan de gevangene de indruk te wekken dat het hospitaal elders was gehuisvest.